# Скобарь
Скоба́рь — кузнец по изготовлению металлических скоб, гвоздей, подков, прутьев, а также торговец этими изделиями. Впоследствии слово стало обозначать грубого, невоспитанного человека. 
Помимо этого, скобарями называют жителей Псковщины и в особенности Пскова, а также жителей деревень Дудинская Вологодской области и Кодоры Костромской области (обычно во множественном числе — «скобари»).